# Diamond Island
Ne pas confondre avec Koh Pich, commune nouvelle
Pour plus de détails, voir Fiche technique et Distribution.
Diamond Island (កោះពេជ្រ, Koh Pich) est un film franco-cambodgien réalisé par Davy Chou, sorti en 2016.
Il est présenté à la Semaine de la critique au Festival de Cannes 2016 où il remporte le Prix SACD.

## Synopsis
Bora, 18 ans, quitte son village natal à la campagne pour gagner Phnom Penh où il va travailler sur le chantier d'un complexe immobilier ultra-moderne sur Diamond Island.

## Fiche technique
- Titre original : Diamond Island
- Réalisation : Davy Chou
- Scénario : Davy Chou en collaboration avec Claire Maugendre
- Direction artistique : Kanitha Tith
- Décors : Samnang Pak
- Costumes : Samphors Chorn
- Photographie : Thomas Favel
- Son : Vincent Villa
- Montage : Laurent Leveneur
- Musique : Jérémie Arcache  et Christophe Musset
- Production : Charlotte Vincent
- Coproducteur : Davy Chou, Hanneke van der Tas, Michel Merkt, Consuelo Frauenfelder, Soros Sukhum
- Société(s) de production : Aurora films
- Société(s) de distribution : Les Films du Losange
- Budget :
- Pays d'origine :  France  Cambodge  Allemagne  Qatar Thaïlande
- Langue originale : Khmer
- Format : couleur - numérique
- Genre : drame
- Durée : 99 minutes
- Dates de sortie :
  -  France : 13 mai 2016 (Festival de Cannes 2016), 28 décembre 2016 (sortie nationale)

## Distribution
- Sobon Nuon: Bora
- Cheanick Nov : Solei
- Madeza Chhem : Aza
- Mean Korn : Dy
- Samnang Nut : Virak
- Samnang Khim : Lakena
- Samnang Meng : Mesa
- Jady Min: Lida
- Sreyroth Dom : James
- Batham Oun : Blue
- Sleyleap Hang : Pinky
- Phara Phon : Ana

## Distinctions
- Prix SACD — Semaine de la critique au Festival de Cannes 2016
- Grand Prix — Festival du film de Cabourg 2016
- Bayard du Meilleur 1er Film Fiction — Namur festival International du Film Français
- Golden Gateway du meilleur film — Festival international du film de Mumbai
- Mention spéciale du prix Jean-Vigo 2016

## Accueil

### Accueil critique
L'accueil critique est globalement positif : le site Allociné recense une moyenne des critiques presse de 3,8/5, et des critiques spectateurs à 3,6/5. 
Pour Jacques Morice de Télérama, « Davy Chou, jeune cinéaste français d'origine cambodgienne, filme par touches simples mais délicates. Il capte les signes d'un moment de transition, tant pour Bora qu'à l'échelle du Cambodge, pays qui s'est transformé à la vitesse de l'éclair, passant de Pol Pot au libéralisme et son miroir aux alouettes. [...] L'histoire est minimaliste, les états d'âme priment. Entre ivresse et spleen, réussites et rendez-vous manqués, Davy Chou sait représenter le temps qui passe trop vite ou pas assez pour une jeunesse qui a déjà le sentiment de vieillir. ».
Pour Serge Kaganski des Inrockuptibles, « si le contexte sociopolitique assure de solides fondations à son film, Davy Chou s'en élève avec une facilité incroyable pour aller tutoyer des sommets de poésie électrique et de mélancolie insidieuse. [...] Ce récit d'apprentissage, a priori banal, est constamment enluminé par l'inspiration du cinéaste (pour créer) une élégie urbaine et sensuelle qui évoque parfois les plus beaux moments de Jia Zhangke, Hou Hsiao-hsien ou Apichatpong Weerasethakul, sans jamais tomber dans l’ornière citationnelle ».
Pour Jacques Mandelbaum du Monde, « Davy Chou compose un récit de formation élégiaque, dans un pays en pleine reconstruction capitaliste. [...] Un plan socio-économique que chaque plan du film prend plastiquement en charge en faisant luire mille lumières et mille objets dans la nuit, en poussant les couleurs pop et la langueur des sensations au maximum de leur intensité, mais pour mieux revenir, chaque matin, à la froide réalité du chantier qui met durement à l’épreuve tant l’amour que l’amitié. [...] La mise en scène, au service d’un récit qui évoque immédiatement celui de Rusty James, de Francis Ford Coppola, puise aussi ses influences, de manière non moins flagrante, dans le répertoire des grandes figures du cinéma asiatique. ».

### Box-office
- France : 32 396 entrées[5]